# Proserpine (Saint-Saëns)

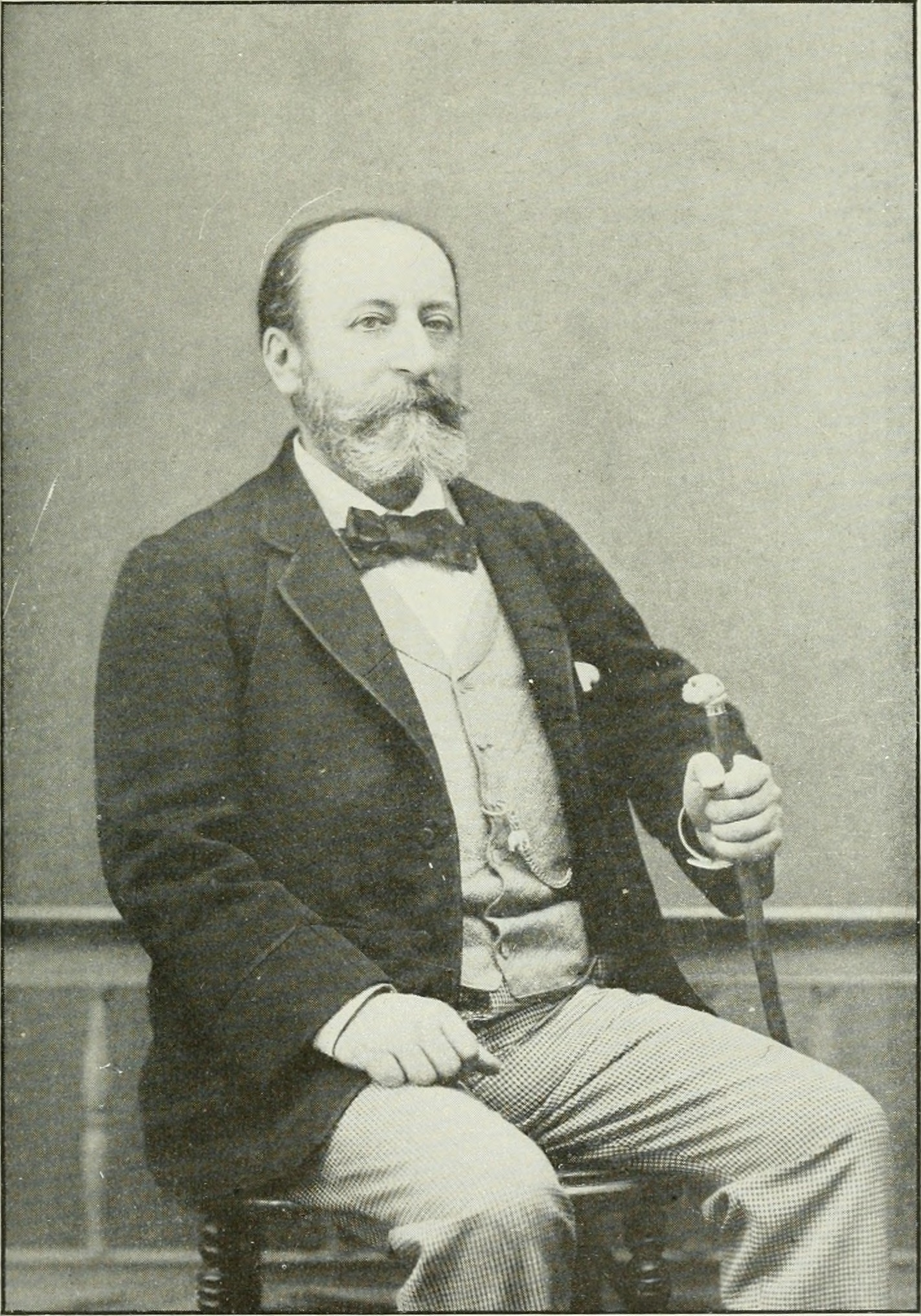
Camille Saint-Saëns 1893.

Proserpine är en fransk opera (drame lyrique) i fyra akter med musik av Camille Saint-Saëns och libretto av Louis Gallet efter Auguste Vacqueries pjäs Proserpine (1838) som utgavs i samlingen Mes premières années de Paris (1872).

## Historia
Saint-Saëns hade läst Vacqueries pjäs och velat tonsätta den som en "italiensk opera" då handlingen utspelas i Italien. I juli 1880 befann han sig i England för att förhandla med impressarion Carl Rosa som ville beställa ett verk av kompositören. Saint-Saëns bad honom läsa pjäsen men Rosa fann texten för stel och projektet rann ut i sanden. Men Saint-Saëns gav sig inte och lyckades övertala Vacquerie att få Gallet att arbeta om texten till ett operalibretto. Saint-Saëns sammanfattade handlingen med orden "två unga människor leker med en kvinnas hjärta och hon dör därav". I februari 1885 bad Gallet ledaren för Opéra-Comique, Léon Carvalho, att läsa texten och denne bokade på stående fot in operan på repertoaren. Mellan 1886 och 1887 arbetade Saint-Saëns med att komponera operan. Den 14 mars 1887 hade operan premiär på Opéra-Comique och spelades tio gånger. Kritiken var stundtals hård och flera tyckte operan var långtråkig och själlös. Journalisten Félicien Champsaur kunde inte låta bli att driva med tonsättarens namn i sin recension: Cing sens, mais pas d'âme. Men mer förödande för verkets framtid var den våg av tysk musik, framför allt Richard Wagners, som vällde in i Frankrike vid denna tid. Ytterligare ett skäl var att Saint-Saëns hade komponerat titelrollen för en låg sopran, varav det inte fanns så många att tillgå.

## Personer
- Proserpine (sopran)
- Angiola (sopran)
- Sabatino (tenor)
- Squarocca (baryton)
- Renzo (bas)
- Orlando (tenor)
- Ercole (baryton)
- Filippo (tenor)
- Gil (tenor)

## Handling
Italien, 1500-talet.
Akt I
Kurtisanen Proserpine öppnar upp sitt palats för en fest. Hon är förälskad i Sabatino. Han anländer till festen i sällskap med sin vän Renzo, vars syster Angiola han ska gifta sig med. Renzo kräver dock att han ger upp alla känslor för Proserpine. Hon tar emot Renzo men ignorerat Sabatino som lyckas bli ensam med henne och önskar bli hennes älskare. Hon vägrar och då han förklarar att han är rik låter hon kasta ut honom. I sin förtvivlan vill hon ge sig åt en fattig man. När hon hör att Sabatino ska gifta sig beordrar hon tjuven Squarocca att agera spion. 
Akt II
Angiola befinner sig i klostret. Hennes bror Renzo anländer med en man som han beskriver som en syndare som har besegrat helvetet tack vare hennes nåd. Mannen är Sabatino. Rörd av Renzos ord förklarar han sin kärlek för Angiola. De växlar ringar men ceremonin avbryts av en skara pilgrimer. Den förklädde Squarocca befinner sig bland dem. Han noterar Angiolas skönhet och tänker att detta kan väcka Proserpines svartsjuka.
Akt III
Proserpine befinner sig uppe i bergen utklädd till zigenerska och inväntar Squarocca. När hon får reda på vad han har att berätta blir hon rasande. Squarocca har med sig Renzo och Angiola. Han saboterar deras ekipage och sällskapet tvingas stanna för natten. Han binder Renzo och Angiola blir spådd av den förklädda Proserpine. Hon målar upp en hemsk framtid om inte Angiola bryter förlovningen. Angiola känner sig förrådd och försöker fly. Hon hindras av Squarocca medan Proserpine försvinner. Renzo har tagit sig loss och rusar in för att rädda systern.
Akt IV
Sabatino ser fram emot ett lugnt äktenskap som ska ge honom sinnesfrid. Proserpine kommer in och erkänner sin kärlek för honom. Men han låter sig inte bevekas och ber henne gå. Då hörs ljudet av Angiolas ekipage närma sig. Proserpine gömmer sig men klarar inte av att se det lyckliga paret. Hon rusar fram för att sticka ner Angiola men Sabatino lyckas hindra dådet. Den förtvivlade Proserpine stöter dolken i sitt bröst och innan hon dör välsignar hon de älskande.